# Autoritratto come suonatrice di liuto
Autoritratto come suonatrice di liuto è un dipinto della pittrice Artemisia Gentileschi. L'opera è esposta nella Curtis Galleries, di Minneapolis, ed è databile al 1615-1617.

## Storia
Alcuni esperti ipotizzano che il dipinto sia stato commissionato dal granduca Cosimo II de' Medici, durante il soggiorno della pittrice a Firenze. Traccia di tale opera d'arte è presente in un inventario del 1638 delle opere contenute nella villa medicea. Il quadro è stato acquistato dalla Curtis Galleries nel 1998 attraverso un'asta tenuta da Sotheby's.

## Descrizione
L'artista si ritrae nel dipinto, mentre suona un liuto. Nella simbologia pittorica degli artisti che si rifacevano a Caravaggio, una donna intenta a suonare uno strumento musicale alludeva ai piaceri di natura sessuale.